# 莊拿芬·格寧
莊拿芬·格寧（英語：Jonathan Greening，1979年1月2日—）是一名英格蘭職業足球員，出身約克城，曾效力曼聯、米杜士堡、西布朗及富咸，擔任中場。

## 生平
2001年8月9日，格寧以200萬英鎊轉會費由曼聯轉投另一英超球會米杜士堡。
2004年7月29日格寧加盟英超升班馬西布朗，初步轉會費為125萬英鎊，簽約三年，其後更獲委擔任球隊隊長。
隨著西布朗於2009年降級英冠，格寧提出書面要求轉會，取得歐霸盃參賽資格的富咸對格寧表示興趣，先後三次出價均為西布朗所拒，最終兩會於8月20日達成協議，格寧獲借用到富咸一整個球季。季後西布朗雖然回升英超，但尚餘一年合約的格寧無意返回山楂球場，於2010年7月1日正式轉投富咸，簽約兩年。
正式加盟富咸後格寧卻未受重用，整季僅獲派7場正選上陣，他於2011年7月18日轉會英冠球會諾定咸森林，簽約三年，轉會費沒有透露，重投老上司史提夫·麥卡倫的懷抱。
2012年11月21日，33歲的格寧被諾定咸森林借往另一英冠球會班士利，借用期至2013年1月2日。
2013年7月9日，持有歐洲足協教練A及B牌照的格寧會兼任諾定咸森林U21隊教練。

## 榮譽
格寧雖然在曼聯奪得1999年歐洲冠軍聯賽整項比賽中沒有上過陣，但仍以決賽後備球員身份領取一面冠軍獎牌。
曼聯
- 歐洲聯賽冠軍盃：1999年

西布朗
- 英冠冠軍：2008年

## 外部連結
- 足球数据库：格寧的球员统计数据
- 西布朗官方網頁 格寧球員檔案
- 米杜士堡官方網頁 格寧球員檔案[永久]